# Клайн-Роденслебен
Клайн-Роденслебен (нем. Klein Rodensleben) — община в Германии, в земле Саксония-Анхальт. 
Входит в состав района Бёрде. Подчиняется управлению „Бёрде“ Ванцлебен.  Население составляет 577 человек (на 31 декабря 2006 года). Занимает площадь 8,47 км².